# Сёгибан
Сёгиба́н (яп.  将棋盤 сёгибан, «доска для сёги») — игровое поле (доска) для игры в сёги, выполненное в виде толстого цельнодеревянного столика на невысоких ножках.
При игре по правую руку от каждого игрока, вплотную к сёгибану ставятся комадай — резные столики для захваченных фигур, имеющие одинаковую или почти одинаковую с сёгибаном высоту. В настольном варианте роль комадай играют небольшие плоские деревянные подставки.
Игра в сёги в Японии — изысканный ритуал, и высококачественные сёгибаны являются существенным атрибутом этого ритуала.

## Изготовление
Лучшие сёгибаны весьма дороги (стоят миллионы иен) и изготавливаются из древесины торреи орехоносной (яп. 榧,かや кая). В Японии лучший сорт каи  (яп. 日向榧 хюга кая) произрастает в префектуре Миядзаки, на острове Кюсю, где низкое плодородие почвы позволяет ей медленно расти столетиями, достигая внушительных размеров, а особый климат приводит к образованию в древесине ярких красивых колец. Более дешёвые сёгибаны изготавливаются из других сортов дерева: ели, японского кедра (яп. 杉 суги) и т. д. 
Расчерчивание игрового поля (сетка 9x9 клеток) на классическом сёгибане производится с помощью катаны.

## Размеры, форма
Классический сёгибан представляет собой толстый прямоугольный деревянный столик, стоящий на четырёх резных фигурных ножках, высотой 15-25 см. (включая высоту ножек). Высота сёгибана столь мала потому, что по японской традиции игроки во время партии сидят прямо на полу, устланном татами, иногда опираясь на специальные подлокотники. Если же игроки предпочитают сидеть на обычных стульях, им приходится либо ставить сёгибан на подставку высотой со стул, либо пользоваться плоской игровой доской, играя за столом. Для подобных случаев изготавливаются доски без ножек: деревянные (толщиной от 2 до 10 см.) и более простые (плоские, пластик).
В длину (12 сун = 36,4 см. включая рамку) сёгибан несколько больше, чем в ширину (11 сун = 33,3 см.); соответственно, клетки игрового поля в этом направлении чуть длиннее (36x33 мм.) — это делается ради компенсации эффекта перспективы, чтобы клетки воспринимались как квадратные, поскольку игроки смотрят на доску сбоку, под углом. Рамка доски, по стандартам Японской ассоциации сёги, должна иметь ширину 8 мм с каждой стороны.
На обратной стороне классического сёгибана имеется небольшая выемка, называемая «пупком». Есть несколько версий её предназначения: для более равномерного высыхания доски (после создания заготовки доски высушиваются в течение нескольких лет), для улучшения резонирования материала при щелчке фигурами по доске. Одна из легенд гласит, что эта выемка традиционно служила для собирания крови при отрубании головы наблюдателю, который имел неосторожность сделать во время игры подсказку (это считается верхом неприличия) и тем самым испортить партию (сёгибан, на котором велась испорченная партия, при этом переворачивался выемкой вверх).
Одна из ножек классического сёгибана — съёмная; сняв её, на месте крепления можно увидеть клеймо мастера, создавшего этот сёгибан.